# Mansone (prefetto di Amalfi)
Mansone (835) è stato Prefetto di Amalfi dall'898 al 914.
Non è da confondere con Mansone I di Amalfi, principe longobardo in carica del territorio del ducato nello stesso periodo ed esercente del titolo ducale.
È stato il successore al titolo (possibilmente dopo aver deposto) Stefano di Amalfi. Nel 900 si associò con suo figlio Mastalo I  (futuro prefetto di Amalfi che erediterà il titolo) riuscendo a cambiare la linea di successione per il titolo di duca dell'isola.
È nato nell'835 in seno a una piccola famiglia nobile.  Si ritirò nel 914 nel Monastero di San Benedetto da Norcia, a Scala, lasciando a carico suo figlio che, fino ad allora, esercitava come giudice dell'isola.